# 225th Street
225th Street – stacja metra nowojorskiego, na linii 2. Znajduje się w dzielnicy Bronx, w Nowym Jorku i zlokalizowana jest pomiędzy stacjami 233rd Street i 219th Street. Została otwarta 31 marca 1917.